# Federico I de Hesse-Homburg
Federico I de Hesse-Homburg (Castillo de Lichtenberg, 5 de marzo de 1585-Bad Homburg, 9 de mayo de 1638) fue el primer landgrave de Hesse-Homburg y fundador de la línea familiar epónima.

## Biografía
Federico fue el hijo menor del conde Jorge I de Hesse-Darmstadt (1547-1596) de su primer matrimonio con Magdalena (1552-1587), hija del conde Bernardo VIII de Lippe.
Federico no tenía derecho a heredar, debido a que en Hesse-Darmstadt se seguía la norma de primogenitura. A pesar de todo, Federico recibió en 1622 un infantazgo consistente en la ciudad y distrito de Homburg, así como un pago anual. No estaba considerado un príncipe soberano, sino que estaba bajo la soberanía de Hesse-Darmstadt. En 1626, introdujo la primogenitura en Hesse-Homburg.
Uno de sus hijos fue Federico II de Hesse-Homburg, más conocido como El príncipe de Homburg.

## Matrimonio y descendencia
Federico I se casó el 10 de agosto de 1622 en Butzbach con Margarita Isabel (1604-1667), hija del conde Cristóbal de Leiningen-Westerburg. Tuvieron estos hijos:
- Luis Felipe (1623-1643)
- Jorge (1624-1624)
- Guillermo Cristóbal (1625-1681), landgrave de Hesse-Homburg

se casó primero en 1650 con la princesa Sofía Leonor de Hesse-Darmstadt (1634-1663)
se casó después en 1665 con la princesa Ana Isabel de Sajonia-Lauenburgo (1624-1688)
- Jorge Cristián (1626-1677)

se casó en 1666 con Ana Catalina de Pogwisch, viuda de Ahlefeldt (1633-1694)
- Ana Margarita (1629-1686)

se casó en 1650 con el duque Felipe Luis de Schleswig-Holstein-Sonderburg-Wiesenburg (1620-1689)
- Federico II (1633-1708), landgrave de Hesse-Homburg, más conocido como El príncipe de Homburg

se casó primero en 1661 con la condesa Margarita Brahe, viuda de Johan Oxenstierna (1603-1669)
se casó en segundo lugar en 1670 con la princesa Luisa Isabel de Curlandia (1646-1690)
se casó finalmente en 1691 con la condesa Sofía Sibila de Leiningen-Westerburg, viuda del conde de Leiningen-Dagsburg (1656-1724)